# 弗拉基米尔-苏兹达尔大公国
弗拉基米尔-苏兹达尔大公国（俄语：Владимиро-Су́здальское кня́жество）又被称为弗拉基米尔-苏兹达尔罗斯（俄语：Владимирско-Су́здальская Русь），是中世纪基辅罗斯的诸侯国之一，存在时间为1168年—1389年，首府在今俄罗斯的弗拉基米尔。

## 历史

### 罗斯托夫大公国
978年，基辅大公弗拉基米尔一世·斯维亚托斯拉维奇的儿子智者雅罗斯拉夫出生，智者雅罗斯拉夫在出生时就被封为“罗斯托夫大公”，罗斯托夫大公国成立。后来他的弟弟鲍里斯·弗拉基米罗维奇得到了罗斯托夫大公的职位，鲍里斯·弗拉基米罗维奇后来被他的堂兄恶棍斯维亚托波尔克暗杀。恶棍斯维亚托波尔克后来被智者雅罗斯拉夫击败，后来智者雅罗斯拉夫将佩列亚斯拉夫、苏兹达尔和罗斯托夫交给他的第3个儿子弗谢沃洛德一世·雅罗斯拉维奇控制，1097年，波洛伏人对基辅罗斯的入侵威胁加大，基辅罗斯诸王公在基辅城附近的柳别奇地方召开会议讨论抵御入侵事宜，这次会议正式同意把国家的疆土分割为若干单独的王公领地，虽然大家同意所有诸侯都应听命于基辅大公，但实际上国家的一统已被诸侯割据所取代。弗拉基米尔·莫诺马赫在这次会议上分得了佩列亚斯拉夫、斯摩棱斯克、罗斯托夫和诺夫哥罗德。

### 罗斯托夫-苏兹达尔大公国

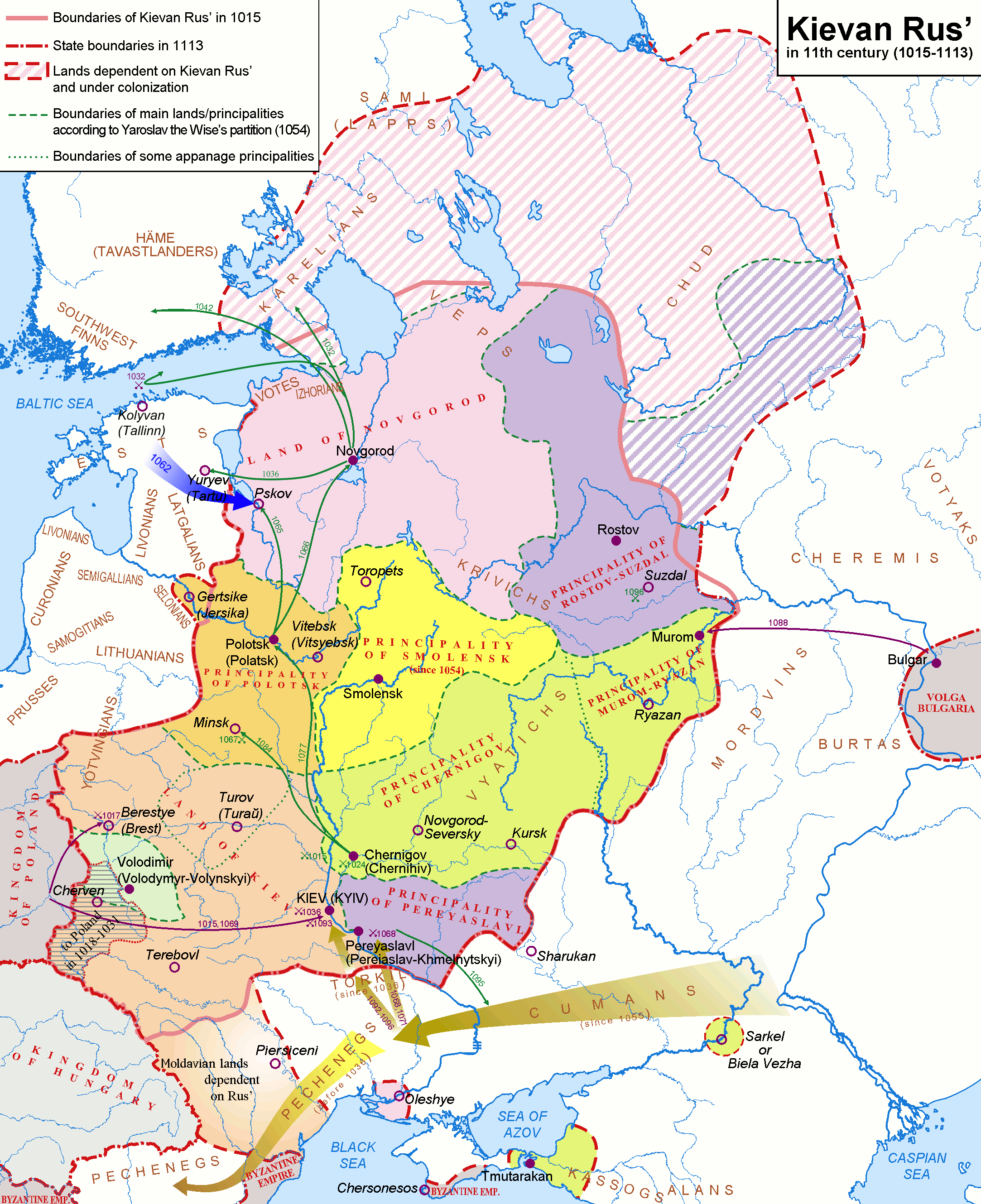
11世纪时期的罗斯托夫-苏兹达尔大公国（即后来的弗拉基米尔-苏兹达尔大公国）

1108年，弗拉基米尔·莫诺马赫派他的儿子尤里·多尔戈鲁基去统治基辅罗斯东北部的土地，1125年，尤里·多尔戈鲁基决定将他统治的大公国的首都从罗斯托夫迁往苏兹达尔，因此他统治的大公国被后来人称为“罗斯托夫-苏兹达尔大公国”，在尤里·多尔戈鲁基统治期间，罗斯托夫-苏兹达尔大公国的实力有了较大的增长，罗斯托夫-苏兹达尔大公国在基辅罗斯的诸侯国的斗争中开始起着重要的作用。罗斯托夫-苏兹达尔大公国在1146年时甚至击败并占领了梁赞大公国。虽然罗斯托夫-苏兹达尔大公国位于基辅的北方，但尤里·多尔戈鲁基总是把斗争的矛头指向基辅罗斯南部特别是是基辅，他在1151年成功占领了基辅，这使得他获得了基辅大公的头衔，1151年，他被伊贾斯拉夫二世·姆斯季斯拉维奇赶出基辅，这使得他失去了基辅大公头衔，1155年，尤里·多尔戈鲁基再次占领了基辅并再次获得了基辅大公的头衔，1157年，尤里·多尔戈鲁基在基辅城一个大贵族举办的宴会上暴卒。

### 弗拉基米尔-苏兹达尔大公国
1155年，尤里·多尔戈鲁基的儿子安德烈·博戈柳布斯基在自己的出生地苏兹达尔建立政权，并将王公府邸设在弗拉基米尔，尤里·多尔戈鲁基去世后，安德烈·博戈柳布斯基违背父亲的遗嘱，从两个弟弟手中夺取了罗斯托夫和苏兹达尔两座城市，控制了罗斯托夫-苏兹达尔大公国，此后罗斯托夫-苏兹达尔大公国被后代史学家称为“弗拉基米尔-苏兹达尔大公国”或“弗拉基米尔大公国”。在安德烈·博戈柳布斯基的统治下，弗拉基米尔-苏兹达尔大公国日渐强盛。1169年，安德烈·博戈柳布斯基攻占了基辅，赶走了基辅大公姆斯季斯拉夫二世·伊贾斯拉维奇，在一段时间内自立为基辅大公。从此，弗拉基米尔取代基辅成为基辅罗斯的政治中心，弗拉基米尔大公也逐渐取代基辅大公成为基辅罗斯各王公之长。1170年，弗拉基米尔-苏兹达尔大公国迫使諾夫哥羅德臣服。1239年，蒙古军队再次进行对基辅罗斯诸公国发动进攻，1240年12月6日，基辅被占领，基辅大公国成为蒙古帝国下面的一个诸侯国。
1223年蒙古帝国军队进攻欧洲，在经过弗拉基米尔-苏兹达尔大公国時进行了杀掠，1237年，蒙古帝国军队再次对基辅罗斯发动战争，1238年2月，弗拉基米尔-苏兹达尔大公国被蒙古帝国占领。後來該大公國又分裂出特維爾大公國、莫斯科大公國等十餘個國家。

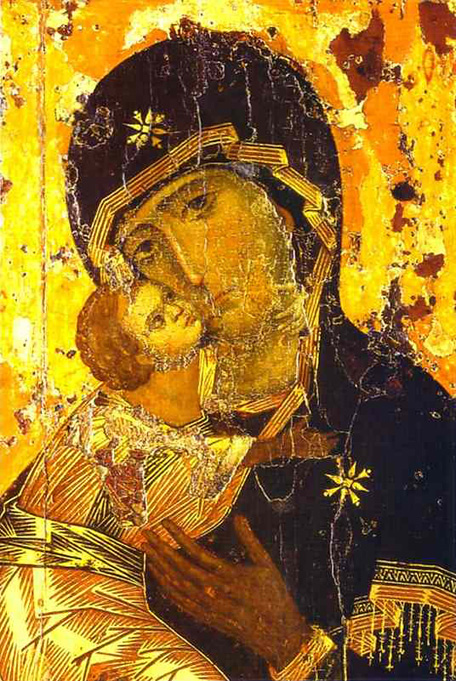
11世纪初期时，拜占庭皇帝君士坦丁九世把一封圣母像送给了罗斯托夫-苏兹达尔大公国的统治者弗拉基米尔·莫诺马赫的外孙，这幅画后来成了东正教的圣物，被称为“弗拉基米尔圣母像”。

1389年，弗拉基米尔-苏兹达尔大公国的末代大公德米特里·顿斯科伊立遗嘱，规定大公爵位由莫斯科大公继承，弗拉基米尔大公国至此并入莫斯科大公国。